# الیاف پلی‌استر
الیاف پلی‌استر(به انگلیسی: Polyester fiberfill) نوعی الیاف مصنوعی است که از آن برای پرکردن بالش و سایر چیز های نرم مانند حیوانات عروسکی استفاده می‌شود. همچنین به دلیل خاصیت آکوستیک آن، در بلندگو های صوتی هم کاربرد دارد. معمولا با نام تجاری poly-fil فروخته می‌شود.